# イゾンツォ川
イゾンツォ川（イゾンツォがわ、イタリア語: Isonzo）あるいはソチャ川（ソチャがわ、スロベニア語: Soča）は、スロベニア西部からイタリア北東部にかけて流れ、アドリア海に注ぐ川である。
イゾンツォ川流域では歴史上多くの戦いが行われた（イゾンツォの戦い）。とくに第一次世界大戦中の1915年から1917年にかけて、イタリア戦線における激戦の舞台となったことでも知られる。

## 名称
イタリア語、スロベニア語以外では以下の名称を持つ。
- フリウリ語: Lusinç
- ラテン語: Aesontius, Sontius または Isontius

ドイツ語でも Isonzo と記されるが、歴史的には Sontig とも呼ばれた。

## 地理

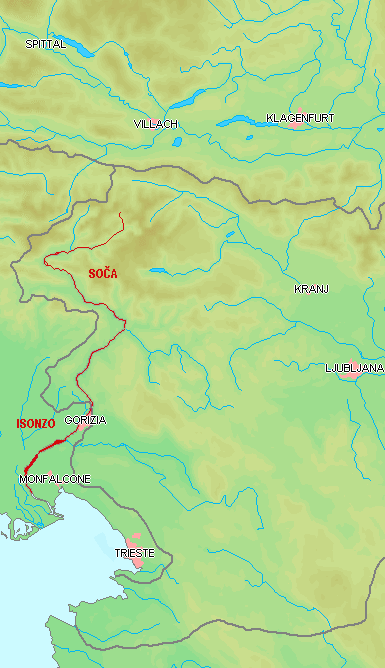
イゾンツォ川／ソチャ川

上流側約2/3がスロベニア領内（96km）、下流側1/3がイタリア領内（43km）を流れる。19世紀以降は全域がオーストリア帝国領内を流れていたが、第一次世界大戦後はイタリア領内を流れる川となった。現代の国境線は、第二次世界大戦後にイタリアとユーゴスラビアの間に引かれた線がもとになっている（ヴェネツィア・ジュリア参照）。

### 流路
ジュリア・アルプス山脈最高峰のトリグラウ山（2,864m）の西側、トレンタ谷 (Trenta (valley)) の標高876mの地点に源流がある。
流域には、上流よりボヴェツ（伊: プレッツォ）、コバリード（伊: カポレット）、トールミン（伊: トルミノ）、カナル（伊: カナーレ・ディゾンツォ）、プラーヴ（伊: プラーヴァ）、ノヴァ・ゴリツァ（スロベニア領）およびゴリツィア（イタリア領）などの都市がある。
モンファルコーネ郊外（行政上はスタランツァーノとグラードの境界）で、アドリア海に注ぐ。

## 歴史
1915年5月、「未回収のイタリア」の回収を目指してオーストリア＝ハンガリー帝国に宣戦を布告したイタリア王国は、6月に当時オーストリア領であったイゾンツォ川流域に進攻した（第一次イゾンツォの戦い）。重要都市ゴリツィアの占領を目指したものであったが、戦線は膠着し、イゾンツォ戦線では前後12度にわたる会戦が繰り返された。12度目の会戦となる1917年10月のカポレットの戦いにおいて、ドイツ軍の援助を受けたオーストリア軍はイタリア軍を潰走させ、イゾンツォ川流域を完全に占領した。イタリアがこの地域を奪回するのは、1918年にオーストリアが休戦した後の事である。一連の戦いで、100万人以上のイタリア軍とオーストリア軍兵士が死んだ。
カポレットの戦いは、アーネスト・ヘミングウェイの小説『武器よさらば』でも描かれている。スロベニアのコバリードにはこの戦いとヘミングウェイを展示のテーマとした博物館がある。

## 環境
その水の色は「エメラルドの美しさ」と謳われることもある。

### 生物
イゾンツォ川上流部には、マスの一種 Salmo trutta marmoratus（マーブルトラウトとも呼ばれる）が生息することでも知られている。この魚は、アドリア海に注ぐ河川の固有種であるが、二回の世界大戦の戦間期に土着でないマスが流入したため、今では危機に瀕している。

### ラムサール条約登録地
河口から15 km まで遡る場所までの本流および付近の海とコナ島は2025年、ラムサール条約に登録された。一帯はポー川河口やヴェネツィアの潟を含む約10万haの沿岸ラグーン群の北端にあり、すぐ東側はバルカン半島西部の石灰岩海岸と接する。一帯には生物多様性の価値が高く、多くの水鳥および他の珍しい動植物が生息しており、特にSalmo marmoratusとハイイロガンの繁殖地として機能している。